# Francis Beaufort

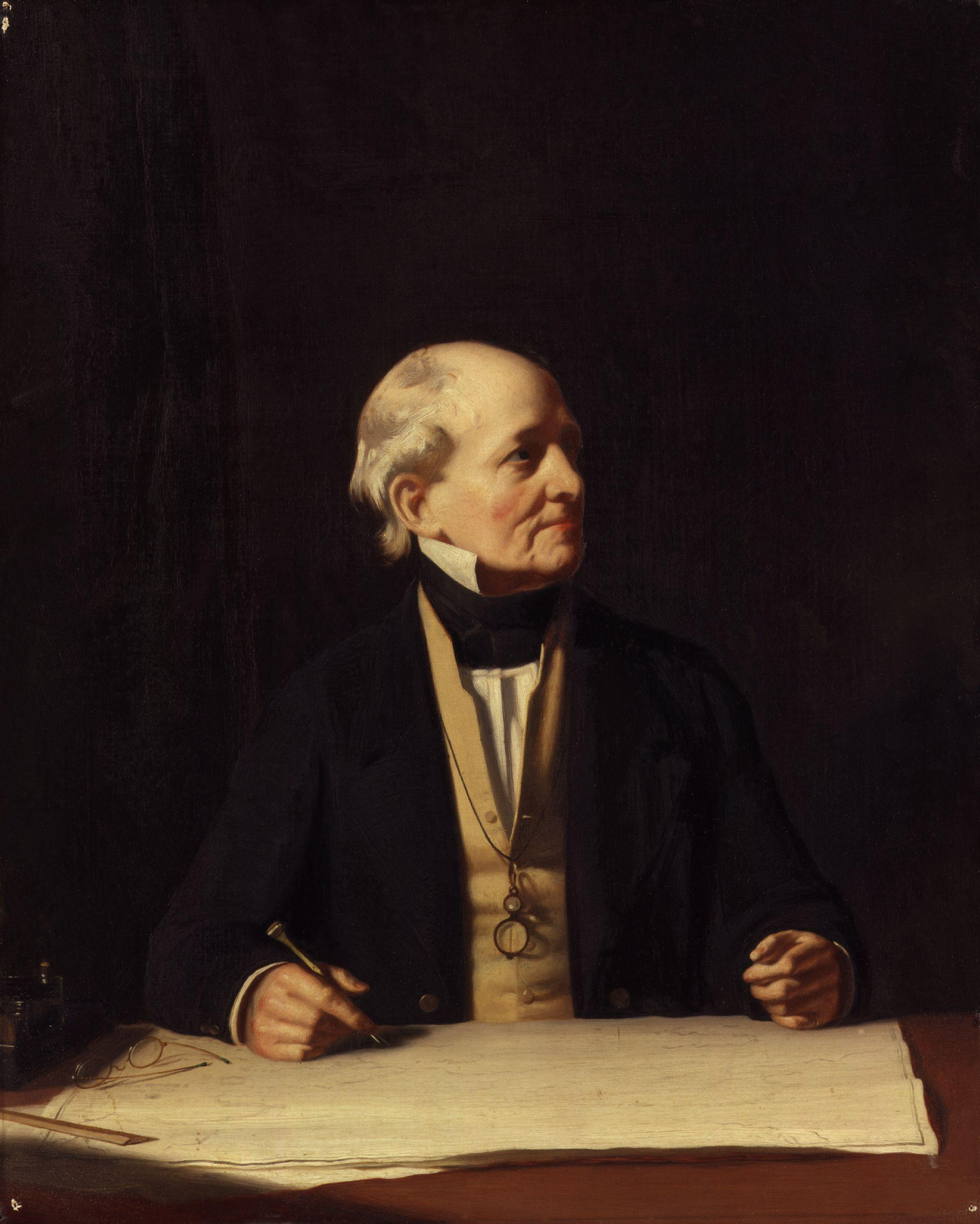
Francis Beaufort

Francis Beaufort (ur. 27 maja 1774 w Navan, County Meath w Irlandii, zm. 17 grudnia 1857) – irlandzki fizyk i meteorolog.

## Życiorys
Jako trzynastolatek zaciągnął się na statek Kompanii Wschodnioindyjskiej, a rok później do Royal Navy jako chłopiec okrętowy. Służył na okrętach HMS „Colossus”, HMS „Latona” i HMS „Aquilon”. Przeszedł wszystkie stopnie, aby w wieku 22 lat awansować do stopnia porucznika. W roku 1800 objął dowództwo okrętu HMS „Phaeton”. Dowodząc tym okrętem został ciężko ranny w czasie operacji przeciw flocie francuskiej. Przez ponad 2 lata dochodził do zdrowia na lądzie, po czym powierzono mu dowództwo fregaty HMS „Woolwich” (1805). Zaczął prowadzić dziennik meteorologiczny, zapiski o pogodzie gromadził aż do śmierci. Na tym okręcie odbył wyprawę badawczą do Argentyny i opracował pierwszą wersję stosowanej do dziś skali Beauforta. W latach 1811–1812 badał wschodnie wybrzeża Morza Śródziemnego, co zaowocowało wydaną w 1817 roku książką Karamania; or a brief description of the South Coast of Asia Minor, and of the Remains of Antiquity. W roku 1829 został mianowany hydrografem Royal Navy. W roku 1848 otrzymał tytuł szlachecki (Sir Francis Beaufort), a w roku 1853 odszedł na emeryturę w stopniu admirała.
Jego imieniem nazwana została skala siły wiatru oraz morze w pobliżu Alaski. W 1839 roku skala siły wiatru Beauforta została wprowadzona przez flotę brytyjską do zapisu w dziennikach pogody.